# Georg Bätzing
Georg Bätzing (Kirchen, 13 aprile 1961) è un vescovo cattolico tedesco, dal 1º luglio 2016 vescovo di Limburgo e dal 3 marzo 2020 presidente della Conferenza episcopale tedesca.

## Biografia
Georg Bätzing è nato il 13 aprile 1961 a Kirchen, nello Stato federato di Renania-Palatinato, in Germania. È cresciuto a Niederfischbach, dove si era trasferita la sua famiglia, un piccolo comune appartenente alla cosiddetta Isola di Treviri, un'enclave dell'omonima diocesi cattolica, confinante con le arcidiocesi di Colonia e di Paderborn, e con la diocesi di Limburgo. Nella parrocchia della città natale, fin da bambino ha preso parte a varie attività della comunità, servendo come chierichetto, cantando e suonando l'organo nel coro della chiesa, lavorando con il gruppo liturgico.

### Formazione
Dopo aver ricevuto la formazione primaria, ha frequentato il Liceo "Heinrich Friedrich Karl von Stein" a Betzdorf, diplomandosi nel 1980, a diciannove anni. Sentendo maturare la vocazione al sacerdozio, si è iscritto al Seminario vescovile di Treviri. Contemporaneamente, ha condotto gli studi di teologia e filosofia presso l'Università di Treviri e l'Università di Friburgo, ottenendo la laurea in teologia cattolica nel 1985. Un anno dopo, nel 1986, è stato ordinato diacono e ha completato il suo tirocinio a Sankt Wendel, nello Stato federato di Saarland.

### Ministero sacerdotale
Il 18 luglio 1987 Bätzing, all'età di ventisei anni, è stato ordinato presbitero  nel duomo di San Pietro, la più antica cattedrale tedesca, da monsignor Hermann Josef Spital, vescovo di Treviri, incardinandosi nella medesima diocesi. Dopo l'ordinazione, gli è stato assegnato l'incarico pastorale di cappellano presso il Santuario della Visitazione a Klausen e nella parrocchia di San Giuseppe a Coblenza, ruolo svolto sino al 1990. Successivamente ha svolto il ruolo di vice-rettore del Seminario di Treviri, che ha ricoperto fino al 1996, quando è divenuto rettore. Nello stesso anno ha ricevuto il dottorato in teologia dogmatica dall'Università di Treviri con la sua tesi Arbeit zu ekklesiologischen Aspekten des Läuterungsgedankens zum Doktor der Theologie.
Oltre ad essere rettore, è stato anche responsabile per la pianificazione e l'attuazione della formazione nei seminari dei Paesi di lingua tedesca, nonché capo del gruppo di preghiera e della comunità di supporto per le vocazioni nella diocesi di Treviri. È stato anche presidente del consiglio della Fondazione August-Doerner, all'interno del Seminario di San Lamberto a Grafschaft. Dal 2002 al 2012, ha fatto parte del comitato consultivo spirituale del settimanale della diocesi di Treviri Paolinus. Nel novembre 2005 è stato nominato Cappellano di Sua Santità da papa Benedetto XVI. Il 1º novembre 2012, Bätzing è stato nominato vicario generale della diocesi di Treviri da monsignor Stephan Ackermann, prendendo il posto di padre Georg Holkenbrink, officiale del tribunale diocesano in carica dal 2005.

### Ministero episcopale
Dopo la sua elezione da parte del capitolo della cattedrale, il 1º luglio 2016 papa Francesco ha nominato padre Georg Bätzing, all'età di cinquantacinque anni, come 13º vescovo di Limburgo. Ha preso il posto del cinquantaseienne monsignor Franz-Peter Tebartz-van Elst, chiamato in Curia romana, che era stato costretto a dimettersi il 26 marzo 2014 a causa delle accuse da parte della stampa di essere troppo autoritario con i suoi sottoposti e di aver dilapidato il patrimonio della diocesi con la ristrutturazione dello storico palazzo del centro diocesano, per un costo pari a 31 milioni di euro.
Ha ricevuto la consacrazione episcopale il 18 settembre successivo, nel Duomo di Limburgo, per mano del cardinale Rainer Maria Woelki, arcivescovo metropolita di Colonia, assistito da monsignor Manfred Grothe, amministratore apostolico di Limburgo e vescovo ausiliare emerito di Paderborn, e da monsignor Stephan Ackermann, vescovo di Treviri. Nella stessa cerimonia si è insediato sulla Cattedra dei Santi Giorgio e Nicola, prendendo solennemente possesso del suo ufficio pastorale. Come suo motto episcopale, il neo vescovo ha scelto Congrega in unum, ossia Raccogliere insieme, frase proveniente dalla preghiera del pellegrinaggio alla Sacra Tunica, reliquia conservata all'interno della cattedrale.
Il 20 settembre 2016 è stato eletto dai vescovi membri della Conferenza episcopale tedesca come presidente della sottocommissione per il dialogo interreligioso e membro della Commissione della Chiesa Internazionale.
Il 3 marzo 2020 è stato eletto presidente della Conferenza episcopale tedesca.
Nel 2022 il cardinale George Pell ha invitato la Congregazione per la dottrina della fede a rimproverare pubblicamente il cardinale Jean-Claude Hollerich, relatore generale del Sinodo vaticano sulla sinodalità, e il vescovo Georg Bätzing per il loro “completo ed esplicito rifiuto” dell’insegnamento della Chiesa sull’etica sessuale.

## Genealogia episcopale
La genealogia episcopale è:
- Cardinale Scipione Rebiba
- Cardinale Giulio Antonio Santori
- Cardinale Girolamo Bernerio, O.P.
- Arcivescovo Galeazzo Sanvitale
- Cardinale Ludovico Ludovisi
- Cardinale Luigi Caetani
- Cardinale Ulderico Carpegna
- Cardinale Paluzzo Paluzzi Altieri degli Albertoni
- Papa Benedetto XIII
- Papa Benedetto XIV
- Papa Clemente XIII
- Cardinale Bernardino Giraud
- Cardinale Alessandro Mattei
- Cardinale Pietro Francesco Galleffi
- Cardinale Giacomo Filippo Fransoni
- Cardinale Antonio Saverio De Luca
- Arcivescovo Gregor Leonhard Andreas von Scherr, O.S.B.
- Arcivescovo Friedrich von Schreiber
- Arcivescovo Franz Joseph von Stein
- Arcivescovo Joseph von Schork
- Vescovo Ferdinand von Schlör
- Arcivescovo Johann Jakob von Hauck
- Arcivescovo Joseph Otto Kolb
- Cardinale Julius August Döpfner
- Cardinale Alfred Bengsch
- Vescovo Hugo Aufderbeck
- Cardinale Joachim Meisner
- Cardinale Rainer Maria Woelki
- Vescovo Georg Bätzing

## Opere
- Die Eucharistie als Opfer der Kirche (1986)
- Kirche im Werden (1996)
- Suchbewegungen (2000)
- Helfer im Einsatz Gottes (2001)
- Der Kreuzweg Jesu Christi (2003)
- Bleib doch bei uns, Herr (2005)
- Das Leben ausloten (2006)
- Gott der kleinen Leute (2007)
- Es gibt keine größere Liebe (2007)
- Nachgefragt. Hilfen zum Verständnis des christlichen Glaubens (2008)
- Beten üben. Anleitung zu einer christlichen Gebetspraxis (2009)
- Das Trierer Christusgebet. Entstehung, Auslegung und Praxis eines Elementes bistumseigener Gebetstradition (2010)
- Jesus Christus, Heiland und Erlöser. Impulse auf dem Weg der Erlösung (2011)
- Kommt, wir beten ihn an! Impulsheft zur Feier des Ewigen Gebetes und für die eucharistische Anbetung im Zugehen auf die Heilig-Rock-Wallfahrt 2012, hrsg. vom Wallfahrtsbüro, Georg Bätzing und Elisabeth Beiling (2011)